# Glad All Over (album)
Albums de The Wallflowers
Rebel Sweetheart
(2005)
Glad All Over est le sixième album du groupe de rock The Wallflowers. L'album est sorti le 9 octobre 2012 chez Columbia. Mick Jones de The Clash a contribué à la guitare et aux chœurs sur le premier single Reboot The Mission ainsi que sur Misfits and Lovers.

## Chansons de l'album
Toutes les chansons sont écrites par Jakob Dylan et composées par The Wallflowers.
1. Hospital for Sinners – 3:05
2. Misfits and Lovers – 3:25
3. First One in A Car – 4:21
4. Reboot The Mission – 3:32
5. It's A Dream – 3:15
6. Love Is A Country – 3:54
7. Have Mercy On Him Now – 3:21
8. The Devil's Waltz – 3:06
9. It Won't Be Long (Till We're Not Wrong Anymore) – 3:38
10. Constellation Blues – 4:21
11. One Set of Wings – 3:28

### Bonus CD
La version ITunes contenant un morceau supplémentaire.
1. Don't Give Up on Me

La version japonaise a été éditée avec un morceau supplémentaire qui est une reprise de Wreckless Eric.
1. Whole Wide World

## Personnel
- Jakob Dylan – guitare, chant
- Rami Jaffee – orgue Hammond B3, claviers, piano, chœurs
- Greg Richling – basse, chœurs
- Stuart Mathis – guitare, chœurs
- Jack Irons – batterie, percussions
- Mick Jones – guitare, chœurs
- Jay Joyce – producteur